# Rreze Abdullahu
Rreze Abdullahu (ur. 10 kwietnia 1990] w Ferizaju) – kosowska pisarka i działaczka na rzecz praw kobiet, autorka pamiętnika Nuk du luftë. Jej osobie poświęcono film pt. Rreze.